# La Martona
La Martona, fundada en 1889 por Vicente Lorenzo del Rosario Casares, fue la primera industria láctea de la Argentina y una de las más avanzadas del mundo durante muchas décadas, que inició en ese país una nueva forma de manejar todos los aspectos del ciclo de un producto (producción, industrialización, y comercialización) y que funcionó hasta 1978, si bien la marca quedó en manos de la firma Mastellone Hnos. (La Serenísima), tras un remate judicial.

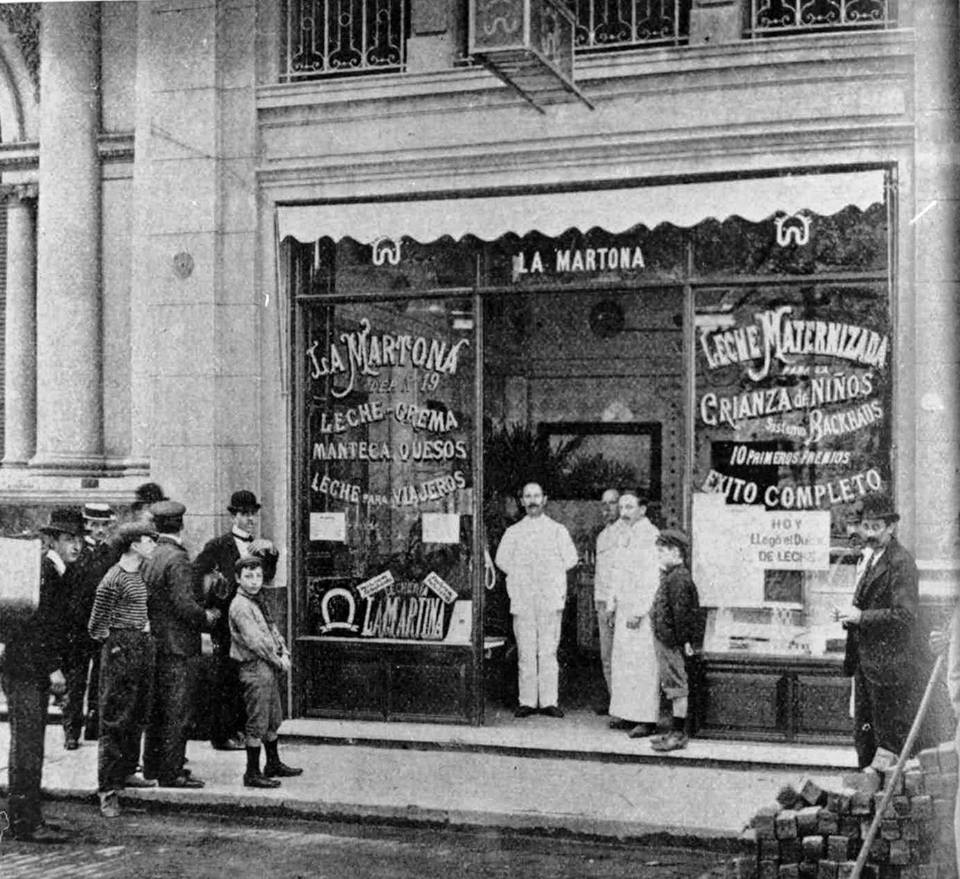
Local de venta de La Martona, en San Martín 115, Buenos Aires (ca. 1902).

## Historia

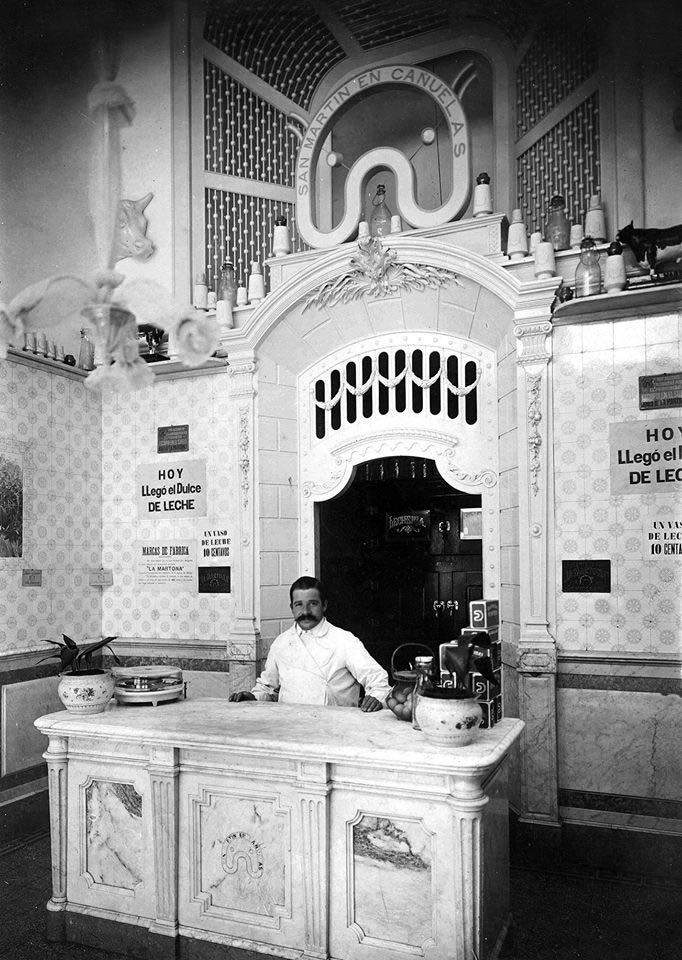
Interior del local de venta de La Martona, de principios del, en Buenos Aires.

La Martona fue la primera industria lechera de la Argentina. La empresa láctea fue fundada en 1889 por Vicente Lorenzo del Rosario Casares, más conocido como Vicente Casares (1844 - 1910).
Su creador fue un destacado estanciero, productor agropecuario y político argentino —hijo de Vicente Eladio Casares y María Ignacia Martínez de Hoz— quien ubicó la empresa en su estancia San Martín, situada en el partido de Cañuelas, en la Provincia de Buenos Aires.
El nombre de La Martona, escogido para la empresa lechera derivaba del nombre Marta, la fornida hija de Vicente, y que también fue madre del famoso escritor argentino Adolfo Bioy Casares. Curiosamente, el folleto La Leche Cuajada de La Martona. Estudio dietético sobre las leches ácidas, fue el primer trabajo compuesto en conjunto por Bioy y Jorge Luis Borges, en 1937, a pedido de su tío Miguel Casares (vicepresidente de La Martona en aquel entonces), quien le encargó que escribiera algo sobre las virtudes terapéuticas y saludables del yogur.
La fábrica se encontraba frente a la estación del ferrocarril, hoy localidad denominada Vicente Casares en honor de su fundador, dentro del Partido de Cañuelas, provincia de Buenos Aires; y aún se conserva el edificio que otrora fuera el establecimiento modelo precursor de la industria lechera en la Argentina. Procesaba la leche proveniente de 52 tambos distribuidos en las 7 mil hectáreas de la estancia San Martín.
La empresa inició una nueva forma de manejar todos los aspectos del ciclo de un producto, como son la producción, la industrialización, y finalmente la comercialización. Estableció un nuevo estándar de calidad en el país: de leche pasteurizada, filtrada, controlada y clasificada, y de dulce de leche, con cocción controlada y proceso mecánico.
La imagen característica que representaba a la empresa era la cabeza estilizada de un gato, que era la marca que se utilizaba para herrar el ganado.
En el aspecto productivo, La Martona se caracterizó por sus grandes avances tecnológicos. Desde 1890 utilizó papel sulfurizado para envasar la manteca (antes de eso se usaban trozos de tela). En 1893 inició las primeras exportaciones de este producto hacia Inglaterra. En 1902 comenzó a producir dulce de leche en forma industrial siguiendo las recetas tradicionales de la colonia. La forma de procesamiento era de destacar por las condiciones de salubridad e higiene con las que se trabajaba, que incluso llegaba a superar a muchas empresas del mismo tipo establecidas en países europeos.
El periodista francés Jules Huret, en una visita que realizó a Cañuelas en 1911, escribió:

Debo subrayar el hecho de que el establecimiento La Martona sobrepasa en el tratamiento higiénico de la leche a todos los de las capitales europeas, excepto Copenhague. La gran lechería Balle que distribuye a Berlín la mayor parte de la leche de consumo no llega a tal grado de perfección sino después de la del Sr. Casares.

Para 1908, la Argentina se convirtió en el segundo productor industrial de yogur gracias a La Martona. En los ‘70 desarrolló, en forma pionera, el yogur con colchón de frutas y el jugo de naranjas en botellón de vidrio.
En el año 1910 falleció Vicente Casares y se hizo cargo de la empresa La Martona su hijo Vicente Rufino. Los negocios de la compañía se acrecentaron y se continuaron estableciendo mejoras progresivas en los productos, en su tratamiento y en su calidad.
Hacia 1916 La Martona adquirió la primera desnatadora Westfalia que hubo en el país, traída desde Oelde, Alemania.
En 1923 se introdujeron las primeras máquinas automáticas suizas para fragmentar y empaquetar manteca. En 1935 se emplearon vagones térmicos en el ferrocarril en lugar de tarros y en 1941 camiones térmicos para el acopio de la leche en los tambos.

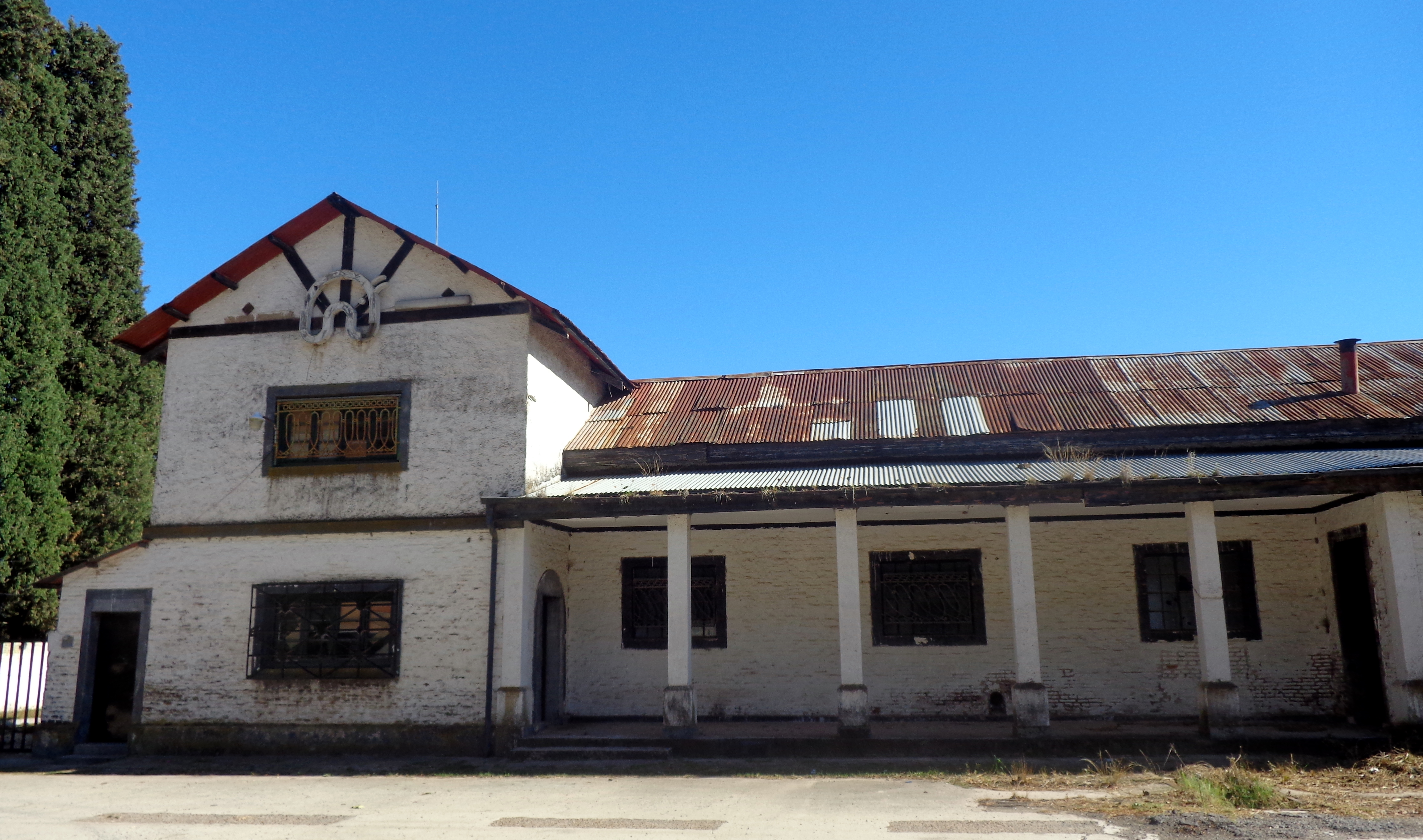
Instalaciones abandonadas de La Martona, en Vicente Casares.

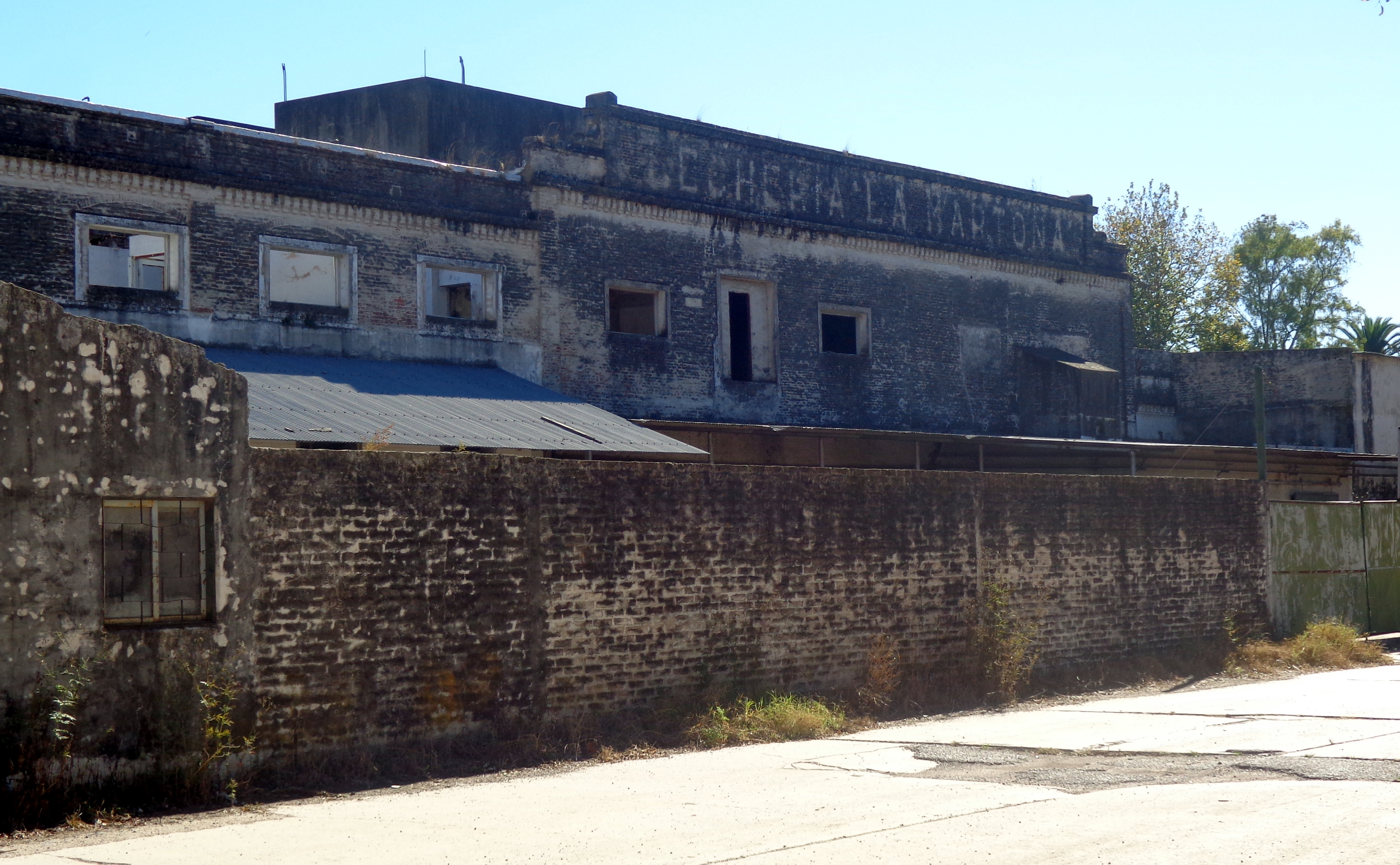
Otro sector de las instalaciones abandonadas de La Martona.

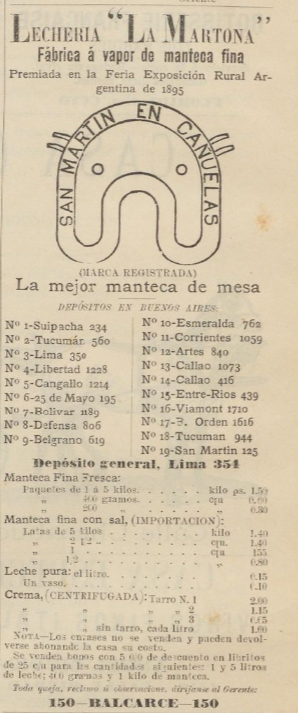
Publicidad de La Martona, año 1897.

Durante esos años se extendieron las lecherías, tradicionalmente blancas e impecables, centradas sobre productos lácteos. Sus productos se distribuían en locales propios llamados bares lácteos que eran ejemplo de higiene y calidad de productos. Dichos locales aseguraban la llegada de leche fresca y libre de bacterias, en forma diaria, a distintos puntos estratégicos del país; ulteriormente añadieron el expendio de panqueques criollos rellenos con dulce de leche, cereales en copos con leche y crema de leche y (por primera vez en Sudamérica) de yogur.
En un comienzo se fueron instalando en la Ciudad de Buenos Aires en un promedio cercano a las 20 filiales, posteriormente se fueron expandiendo a otros distritos con el correr de los años.
En 1942 se fundó Estancias Martona S. A., rama de la sociedad creada para la explotación agropecuaria, quedando a cargo de La Martona S. A., la actividad industrial.
Estancias Martona S. A. llegó a contar con 22.000 hectáreas, entre campos propios y arrendados, ubicados en 8 localidades diferentes. En ellas tenía 17.000 cabezas de ganado Holando Argentino mestizos y 1.200 de pedigree. En sus 70 tambos diariamente se ordeñan aproximadamente 4.800 vacas.
La Martona dejó de funcionar en 1978, habiendo transmitido un sinfín de éxitos e innovaciones a lo largo de toda su trayectoria como empresa agropecuaria, como también un sentimiento de tristeza en muchos consumidores de tantos años de fidelidad a la marca.
Tras la quiebra de la fábrica, la marca quedó en manos de Mastellone Hnos. (La Serenísima), tras un remate judicial. En 2019 regresó al mercado  reemplazando en un programa de acuerdos de precios con el gobierno a la desaparecida leche fluida en sachet Armonía, también de la firma Mastellone Hnos.
Al cumplirse 100 años de la fundación de La Martona, en 1989, la Cámara de Diputados de la Nación Argentina, declaró a Cañuelas como "La cuna nacional de la industria lechera", recordándose este acontecimiento los días 27 de noviembre de cada año.
Asimismo el decreto n.º 262 de 1999 del Poder Ejecutivo Nacional declaró Monumento Histórico Nacional al casco de la estancia San Martín.